# تريزا نيلسن
تريزا نيلسن (بالدنماركية: Theresa Eslund)‏ (20 يوليو 1986 بالدنمارك - ) هي مدربة كرة قدم ولاعبة كرة قدم دانمركية في مركز الدفاع. شاركت مع منتخب الدنمارك لكرة القدم للسيدات. أما مع النوادي، فقد لعبت مع فيدوفري ونادي بروندبي وBrøndby IF (women) ‏.

## وصلات خارجية
- تريزا نيلسن على موقع الاتحاد الأوربي (الإنجليزية)
- تريزا نيلسن على موقع اتحاد النرويج (النرويجية)
- تريزا نيلسن على موقع قاعدة بيانات كرة القدم.إي يو (الإنجليزية)
- تريزا نيلسن على موقع Soccerway.com (الإنجليزية)
- تريزا نيلسن على موقع عالم كرة القدم.نت (الإنجليزية)